# Бірманський бурштин

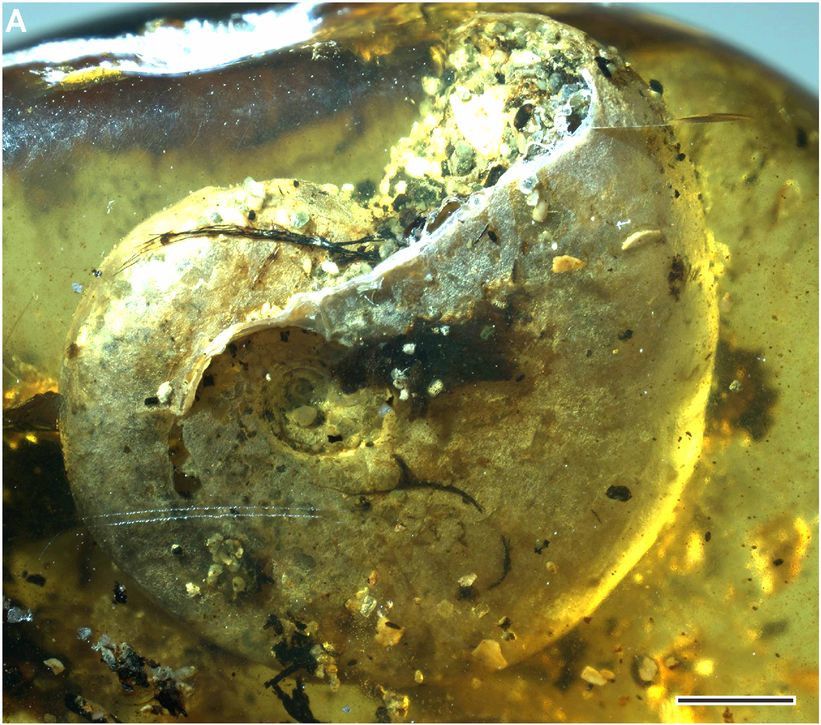
Амоніт Puzosia у бірміті

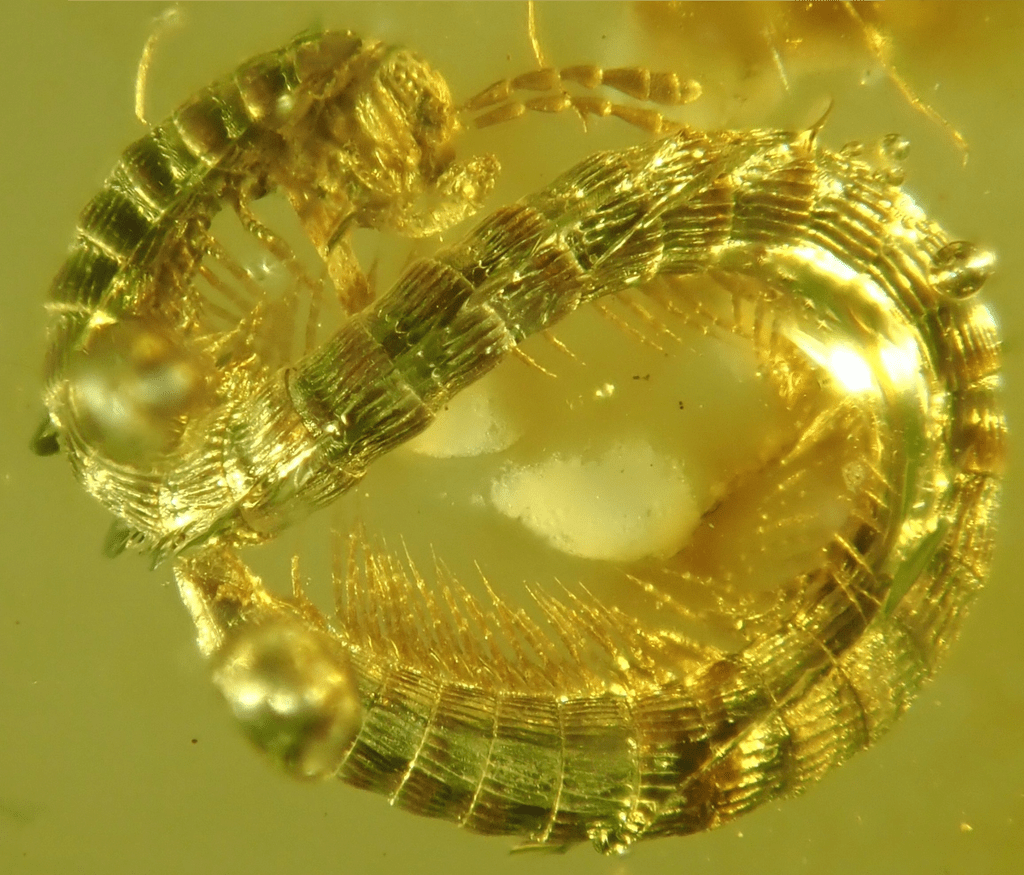
Багатоніжка Burmanopetalum inexpectatum у бірміті

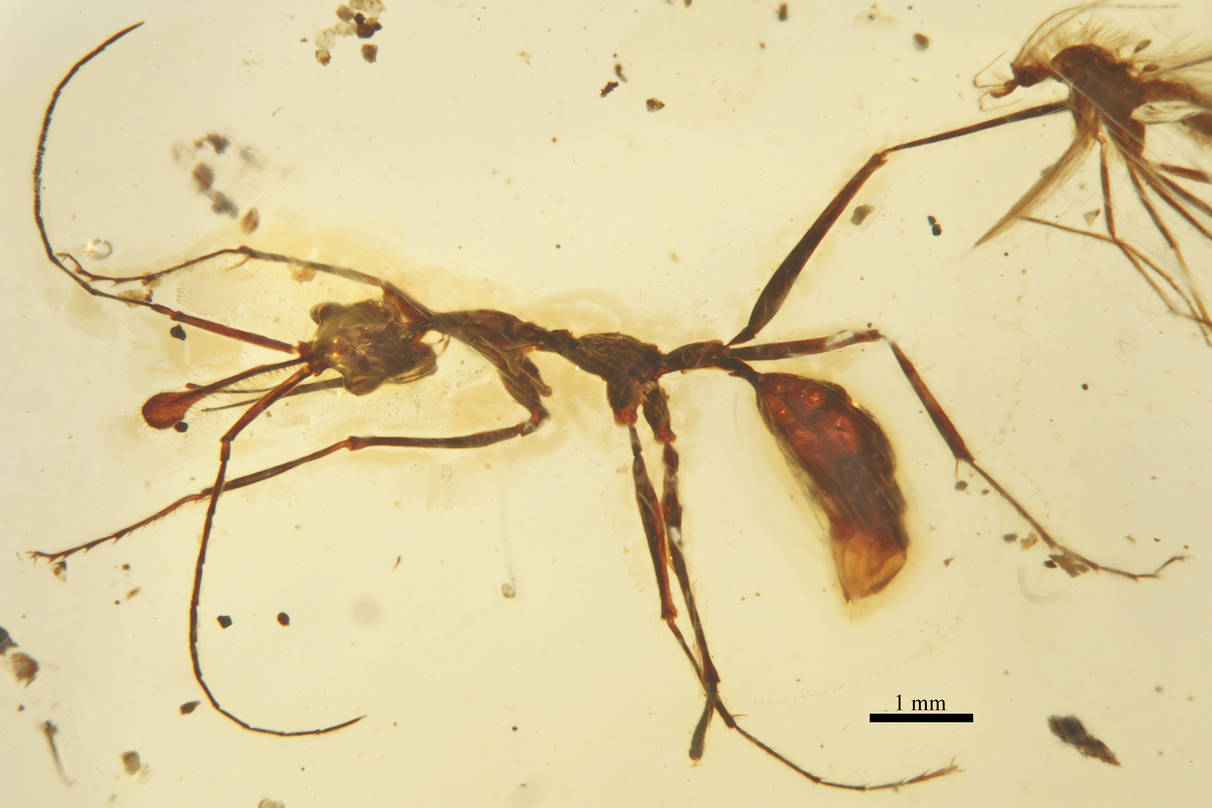
Залишки робочої мурахи Ceratomyrmex ellenbergeri у бірміті

Бірманський бурштин (англ. Burmese amber), також відомий як качинський бурштин (англ. Kachin amber), бірміт або бурміт (англ. Burmite) — різновид бурштину з північної М'янми (Бірма). Добувається переважно в Долині Гукаунг (штат Качин). Датується середнім крейдовим періодом (близько 99 мільйонів років, сеноман). Відомий включеннями великої кількості залишків тварин і рослин, здебільшого комах та інших членистоногих, серед інших найвідоміших знахідок зокрема частини динозаврів з пір'ям та амоніт. Видобувається переважно у шахтах, часто неофіційних копанках, особливо у великій кількості з другої половини 2010-х, ставши одним з найбільш масових різновидів бурштину на міжнародному ринку. Відрізняється від інших масово добуваних бурштинів здебільшого темнішим забарвленням, часто темно-коричневим або червоним, але також буває світлим, зокрема майже безбарвним, різних відтінків жовтого тощо.
Питання зі смоли якого саме виду або видів дерев утворився бірманський бурштин дискутується в науковій літературі, це можуть бути хвойні дерева родин Araucariaceae чи Pinaceae або листяні дерева родини Dipterocarpaceae.
Присутність значної кількості викопних морських організмів в бірміті свідчить про те, що ліси в яких він утворився були здебільшого прибережними, можливо подібними до сучасних мангрових екосистем.

## Датування
Згідно з уран-свинцевим радіоізотопним датуванням включень цирконів у бірманському бурштині, його вік складає 98,79±0,62 мільйонів років, тобто ранній сеноманський ярус крейдового періоду.
Раніше бірміт датували від пізнього альбського ярусу до раннього сеноманського (від 105 до 95 млн років тому). Оскільки бірміт є вторинним відкладом, який сформувався на морському дні, тоді як бурштин є продуктом скам'яніння смоли дерев, справжній час його утворення дискутувався.

## Поширення
Не всі поклади бурштину в М'янмі мають однакове походження і вік, відрізняючись на десятки мільйонів років, тому поняття «бірманський бурштин» дещо розмите, у вузькому значені це бурштин з Долини Гукаунг та прилеглих районів.
Поклад бурштину в центральній М'янмі в районі Тілін датували віком близько 72 мільйонів років і назвали тілінським бурштином (англ. Tilin amber) на противагу качинському або бірманському бурштину з штату Качин.
В М'янмі є знахідки бурштину в окрузі Швебо області Сікайн, округах Пакхоуку й Таєтмьо області Магуе, округу Баго однойменної області. Промислове видобування відбувається в Долині Гукаунг у Верхній М'янмі, поблизу міста М'їчина — столиці штату Качин.
Історично видобуток бірманського бурштину розпочали близько 100-го року н. е., а 1896 року було вперше повідомлено про залишки тварин і рослин у бірміті.

## Палеонтологія

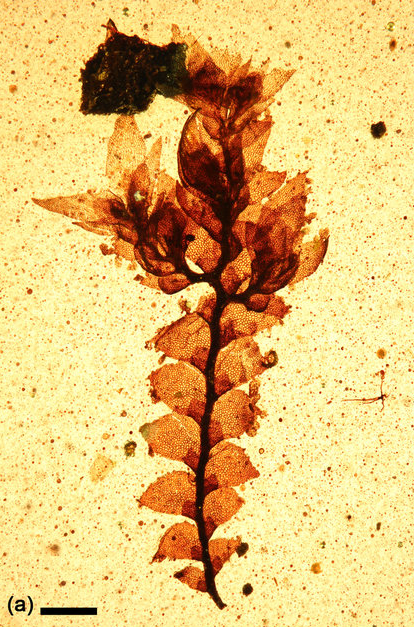
Рослина Radula cretacea (печіночники) в бірміті

Станом на кінець 2019 року з бірманського бурштину було відомо 43 класи, 110 рядів і порядків, 583 родини, 1079 родів і 1478 видів організмів. Переважно це членистоногі: 8 класів, 65 рядів, 529 родин, 985 родів та 1374 видів. З цих видів 326 були рекордно описані протягом 2018 року і 276 протягом 2019 року. Серед цих організмів комахи, ногохвістки, двохвости, багатоніжки, павукоподібні, ракоподібні, оніхофори, молюски, кільчасті черви, нематоди, нематоморфи, трематоди, амфібії, рептилії (зокрема динозаври), птахи, протисти, мохи, печіночники, папоротевидні, квіткові рослини, хвойні, саговникоподібні, базидієві та аскомікотові гриби тощо.
Серед цікавих включень — самиця щитівки Wathondara kotejai, що піклується про своїх личинок, примітивний жук Tetraphalerus lindae, давня квіткова рослина Micropetasos burmensis, павук Geratonephila burmanican, який вполював осу Cascoscelio incassusn тощо. У 2003 році в бірміті було знайдено та описано кліща Cornupalpatum burmanicum — викопний вид іксодових кліщів.. У 2015 році в тілі одного з екземплярів було виявлено клітини, скожі на клітини рикетсій, а 2017 року в інших фрагментах бірміту знайдено рештки пір'я динозавра з німфою кліща того ж виду, що може свідчити про паразитування його на динозаврах.
2017 року з бірміту було описано новий ряд комах за єдиним представником Aethiocarenus.
2020 на основі черепа в бурштині було описано невеликого плазуна Oculudentavis khaungraae.